# Terebrantia
Terebrantia је група инсеката, подред у оквиру реда трипси.
У оквиру овог подреда могуће је разликовати мужјаке и женке појединих врста по томе што је последњи трбушни сегмент код мужјака заобљен, а код женски купаст. Женке имају и легалицу која је споља видљива и срполиког је облика. Пипци имају од шест до девет чланака. Предња крила имају два уздужна нерва, а некада и попречне нерве.